# Nederlands Hervormde kerk (Wormerveer)

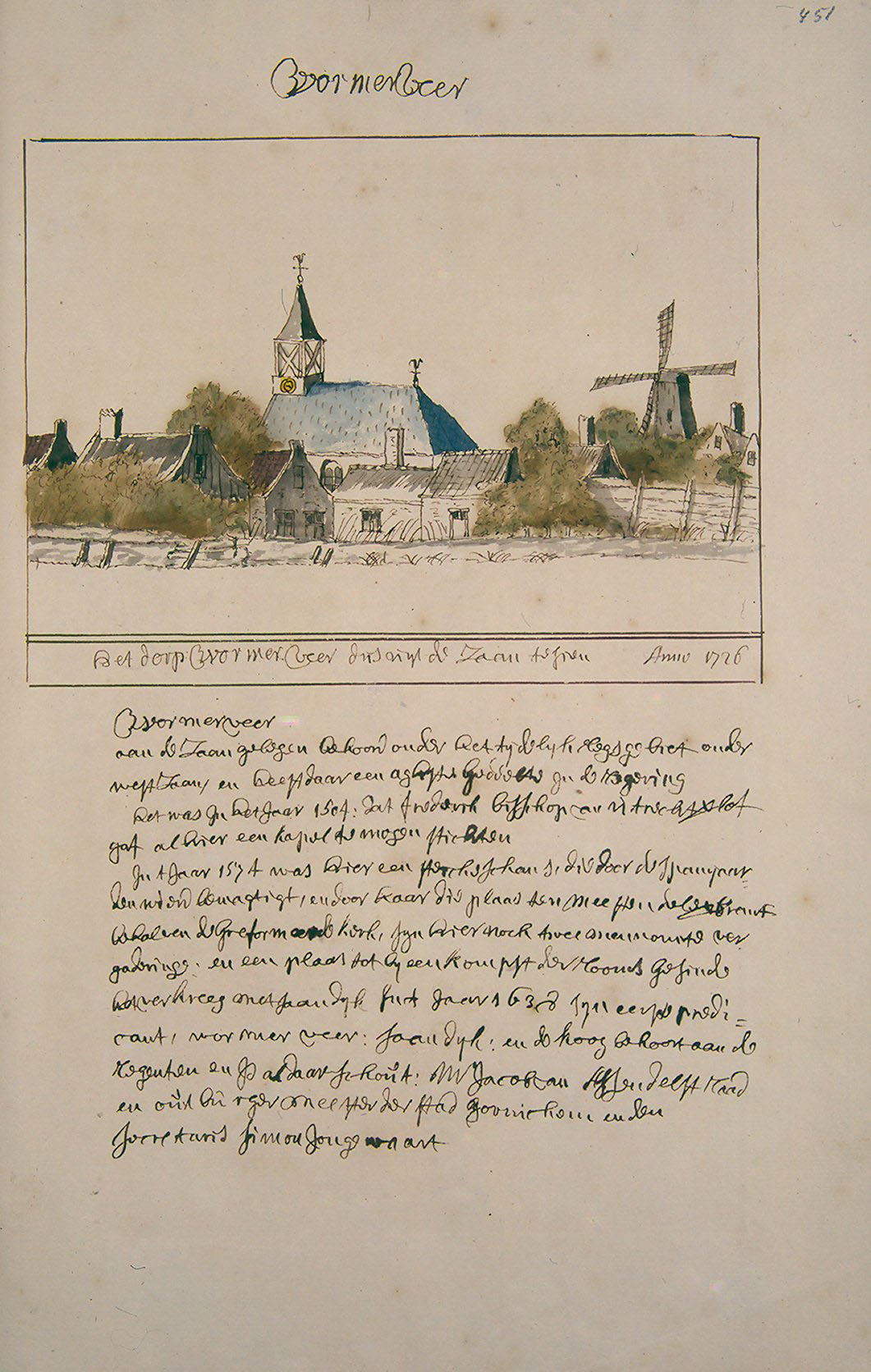
Wormerveer met de kerk tussen 1710 en 1735

De Nederlands Hervormde Kerk aan de Noordeinde 20 te Wormerveer is een rijksmonumentaal kerkgebouw (monument nr. 40028) in de Nederlandse provincie Noord-Holland.

## Geschiedenis
De Nederlands Hervormde Kerk dateert uit 1637, het zuidelijk deel uit 1767. In tegenstelling van de rest van de kerk die uit steen is opgetrokken, bestaat de kerktoren uit hout. In deze toren zit een Hemony-klok uit 1662 van de gebroeders Pieter en François Hemony. In de kerk zelf bevindt zich een "Knipscheerorgel" van de Nederlandse orgelbouwer Hermanus Knipscheer die in 1846 is geïnstalleerd en na wat restauraties tot de huidige dag nog in gebruik is.

## Fotogalerij

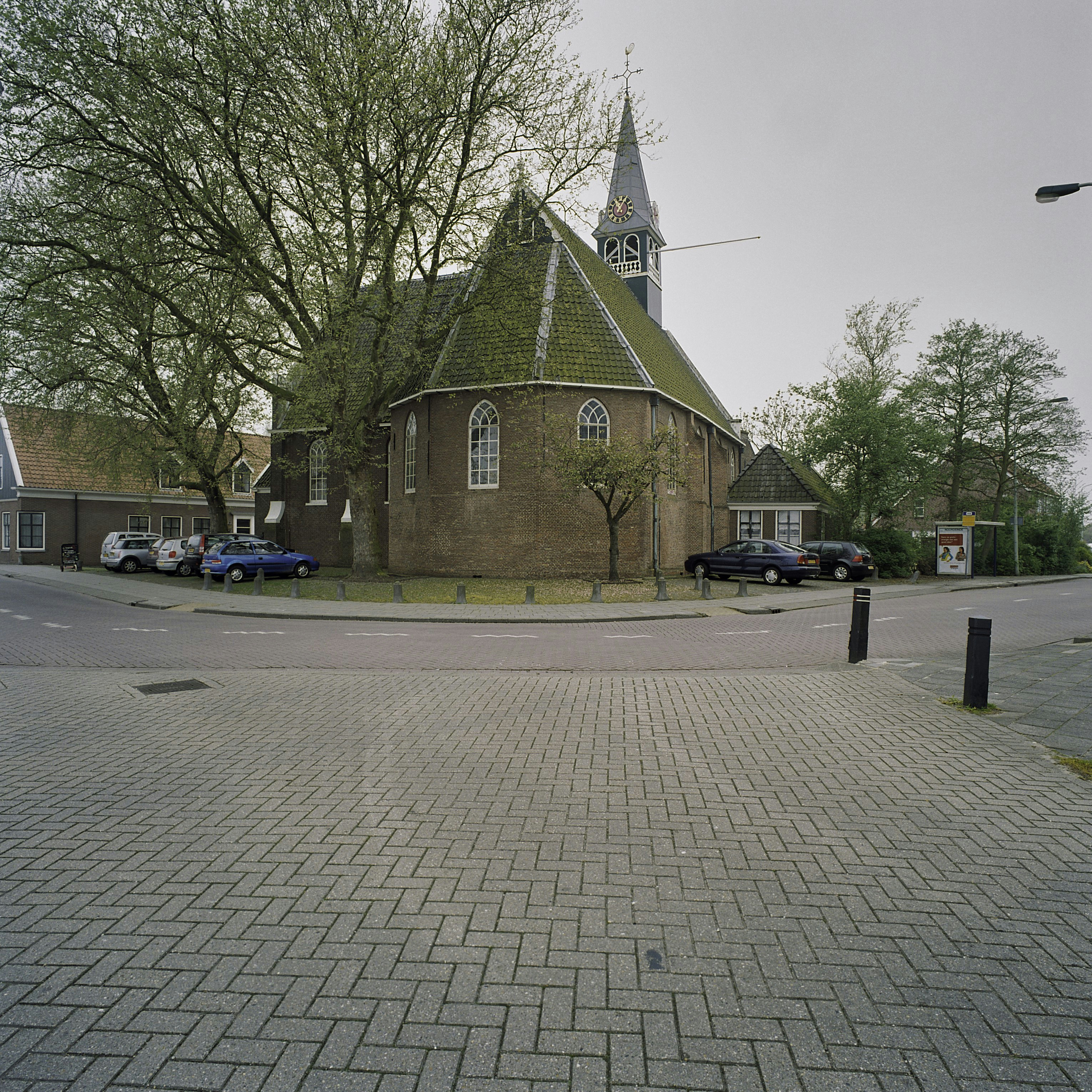
Nederlands Hervormde Kerk met houten geveltoren aan de Noordeinde 20
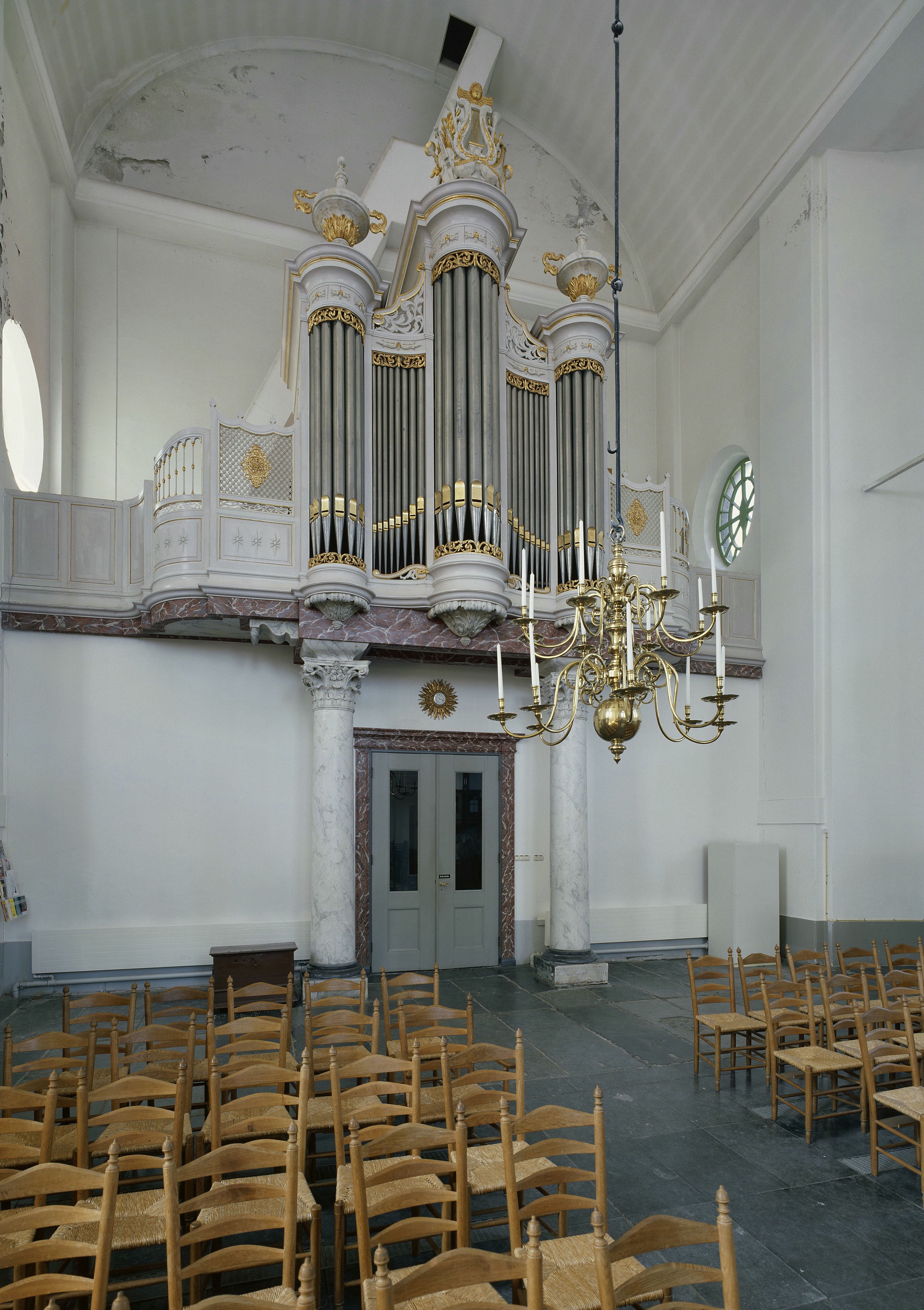
Knipscheerorgel in de Nederlands Hervormde Kerk te Wormerveer